# Свердловський (смт)
Свердло́вський (рос. Свердловский) — селище міського типу у складі Лосино-Петровського міського округу Московської області, Росія.

## Населення
Населення — 6763 особи (2010; 5683 у 2002).